# Scleritoderma camusi
Scleritoderma camusi är en svampdjursart som beskrevs av Claude Lévi 1983. Scleritoderma camusi ingår i släktet Scleritoderma och familjen Scleritodermidae.
Artens utbredningsområde är havet kring Nya Kaledonien. Inga underarter finns listade i Catalogue of Life.